# Христовски водопад
Христовски водопад е водопад на река Мийковска, България.

## Местоположение
Намира се по течението на Мийковска река, която е приток на Еленската река, под връх Чумерна в северното подножие на Елено-Твърдишка планина, която е част от Стара планина, в околностите на село Руховци, на 4 километра от град Елена, област Велико Търново.

## Описание
Разположен е на 400 метра надморска височина, падът е от около 9 метра, като цялата каскада е много широка и пълноводна. Падащата вода се разбива в скалистото корито на реката. През лятото пълноводието намалява и мястото става чудесно за къпане и слънчеви бани.
Изключително лесно достъпен е - на 2 километра от село Руховци, вдясно от главния път има табела за посоката към водопада, там има и паркинг. Разстоянието от отбивката до водопада е около 600 метра по планинска пътека.

## Статут
Водопадът е природна забележителност, обявена за защитена територия със заповед № 1427 от 13.05.1974 г., бр. 44/1974 на Държавен вестник, заедно с прилежащата му околна територия с площ от 3,37 хектара, с цел запазване красотата на ландшафта и защита на интересен природен обект. Номерът, под който е зачислен към Националния регистър е 121.